# 姜西园
姜西园（1900年—1946年），原名姜炎钟，辽宁复县人。中华民国海军高级将领。

## 生平
1924年8月烟台海军学校第十五届航海班毕业。英国皇家海军学院进修炮术。
1932年春天发生阴谋推翻沈鸿烈的“崂山事件”，姜西园平叛有功，于1932年4月任东北海军海圻巡洋舰副舰长。1933年6月又参与暗杀沈鸿烈的行动。1933年6月25日自任舰长，1933年7月5日（闰五月十三日）率海圻、海琛和肇和3舰南下投靠广东军阀陈济棠。陈济棠任命姜西园为广东海军少将司令兼粤海舰队司令，隶属于第一集团军总司令部。1934年6月任广东黄埔海军学校校长。陈济棠发动两广事变反蒋失败后，姜西园也成了蒋介石被通缉的对象，要逮捕他，姜西园避居香港。 
1940年初，姜西园下水参加汪精卫政权，策反一大批东北系、粤系海军军官投敌。1940年4月17日任中央海军学校校长，1940年6月5日任海军部政务次长兼中央海军学校校长。1943年10月10日晋升海军中将军衔，任上海清乡副指挥官、中华轮船公司董事长。1945年1月18日任军事委员会委员。
1946年2月姜西园在上海被逮捕。经过法官合议，认为姜西园作为汉奸时任职在南京，1946年8月初从上海押往南京受审，羁押在南京羊皮巷军法司看守所。此后的半个月内，军法司先后八次开庭，依法作出了判决：姜西园通谋敌国，图谋反抗本国，判处死刑，褫夺公权终身，全部财产除酌情留给家属必必需生活费用外一律没收，并呈报蒋介石核准。1946年8月30日上午9时，军法司升堂开执行庭，当庭对姜西园宣布死刑执行令，押往雨花台枪决。